# Livenje u pesku
Livenje u pesku je jedan od postupaka u tehnologiji livenja pri kome se izrađuju kalupi za livenje čiji je sastavni deo i pesak. Ovi kalupi su za jednokratnu upotrebu i izrađuju se od mešavine peska, veziva i dodataka. Najčešće se upotrebljava mešavina kvarcnog peska i gline. Pri tome se dodaje i voda kako bi se dobila željena svojstva koja omogućavaju oblikovanje, ali i zadržavanje oblika. Livenje u pesku po modelu je jedan od najstarijih postupaka, koji se najviše primenjuje kod odlivaka složenih konstrukcija proizvedenih u malim serijama. Međutim, kvalitet odlivaka je slabiji u odnosu na druge tehnološke postupke, zbog male brzine kristalizacije. Zato se koristi za liveno gvožđe i ćelični liv, ali ne i za obojene i lake metale.

## Pesak
Za izradu kalupa koriste se sledeće vrste peska:
- Kvarcni pesak (SiO2) se koristi najčešće kao osnovna sirovina za izradu kalupa za kalupovanje sivog liva, temper liva, nodularnog liva, a i za livenje čelika, obojenih i lakih metala. Temperatura topljenja iznosi 1720°C.
- Olivinski pesak je magnezijum-gvožđe-ortosilikat i sastoji se od forsterita (4) i fajalita. Koristi se za kalupe za livenje sivog liva. Temperatura topljenja je visoka; 1865°C.
- Hromitni pesak, odnosno hromit je veoma kvalitetan i u nekim livnicama služi kao zamena za kvarcni pesak. Temperatura topljenja je 1900°C.
- Cirkonski pesak je oksid cirkonijuma i silicijuma (ZrSiO4), koji ima vrlo visoku vatrostalnost sa temperaturom topljenja koja iznosi od 2200 - 2600°C. Upotreblajva se za izradu manjih jezgara koje su duže vreme u dodiru sa rastopljenim metalom. Veoma se upotrebljava i kao cinkonski premaz.

Važne osobine peska koji se koristi su veličina, površina i oblik zrna, kao i otpornost prema visokim temperaturama. Takođe, važno je i u kom procentu sadrži štetne sastojke.
S obzirom da sa veličinom zrna raste propustljivost za gasove i postojanost na visokim temperaturama, prečnik zrna ne sme biti veći od 0,75 mm. Zato se vrši podela vrsta peska prema veličini zrna i bira se onaj pesak koji je najpogodniji. To podrazumeva i da je najveći broj zrna u pesku jednake veličine, pošto neravnomernost u veličini zrna smanjuje propustljivost gasova.

## Gline
Glina međusobno vezuje zrnca peska i daje kalupnoj mešavini čvrstoću i plastičnost.
Vrste glina koje se upotrebljavaju u livnicama kao vezivo su vatrostalne gline i bentoniti. Prve se upotrebljavaju za izradu sušenih kalupa zbog veće vatrostalnosti. Bentoniti su plastične gline nastale raspadanjem vulkanskog pepela i sastoje se od minerala montmorilonita (Al2O3 • 4SiO2 • H2O • nH2O). Bentonitne gline daju veću čvrstoću od kaolinitnih glina i koriste se za izradu sirove (nesušene) kalupne mešavine.

## Priprema kalupne mešavine
Osnovne osobine kalupne mešavine su:

Kalupljivost je osobina kalupne mešavine (peska) da se uopšte može oblikovati i da svoj oblik sačuva. Raste sa porastom količine gline i smanjenjem zrna peska.

Čvrstoća je osobina peska da se suprotstavlja deformacijama zbog statičkih i dinamičkih pritisaka pri livenju. Na čvrstoću peska utiču vrsta i količina gline, veličina i oblik zrna, sadržaj vlage, način pripreme i stepen sabijenosti kalupa.

Propustljivost je sposobnost peska da propušta gasove. Propustljivost se povećava ukoliko su zrna ravnomerno raspoređena i da budu istih veličina, ali se smanjuje ako se sadržaj povećava.

Termostabilnost je osobina kalupne mešavine da na višim temperaturama ne dođe do sintezovanja (slepljivanja) i da se oko odlivka ne stvara tvrda kora od peska. Termostabilnost zavisi od minerološkog, odnosno od hemijskog sastava peska.

Za izradu kalupa se koriste različite vrste kalupnih mešavina, ali su najvažniji tzv. novi pesak, što je zapravo neupotrebljiv pesak koji ne sadrži dodatke i primese i stari kalupni pesak koji se dobija istresanjem kalupa. Prema načinu primene razlikuju se modelni, dopunski i jedinstveni kalupni pesak. Za jednu tonu odlivka potrebno je od 2 do 10 tona peska.
Prema načinu izrade i vrste kalupa razlikuju se sledeće kalupne mešavine:
- mešavina za izradu sirovih kalupa,
- mešavina za izradu suvih kalupa,
- mešavine za izradu jezgara.

### Mešavine za izradu sirovih kalupa
Sirovi kalupi se izrađuju neposredno pre livenja. Prednosti su im da odlivci imaju glatku i čistu površinu, livenje je ekonomičnije jer nisu potrebne peći za sušenje kalupa, a štedi se i na prostoru za odlaganje kalupa, jer se livenje vrši odmah nakon kalupovanja. Takođe, kalupi se lakše istresaju, brže se hlade. Sirovi kalupi se primenjuju za livenje svih materijala pri livenju na automatskim linijama. Mešavina peska i bentonita se podešava prema zahtevima proizvodnje.

### Mešavine za izradu suvih kalupa
Suvi kalupi se pre livenja suše u pećima na temperaturi koja zavisi od vrste liva. Inače se koriste za livenje velikih i teških odlivaka. Kao mešavina se koristi ona koja ima veću termostabilnost; kvarcni pesak sa dodatkom kaolitne gline. 

### Mešavina za izradu jezgara
Jezgra su više nego kalup izložena delovanju rastopljenog metala i visokim temperaturama, pa zato moraju da budu čvršća, propustljiva za gasove, termostabilna i da pružaju mogućnost istresanja iz odliva nakon očvršćavanja. Ove osobine se postižu upotrebom grubozrnastog peska bez gline, sa tim da čvrstoću jezgrima daju određena prikladna veziva, koja mogu biti organska i neorganska. Organska veziva mogu biti rastvorljiva (veziva biljnog porekla na pr.) i nerastvorljiva (veštačke smole i melasa na pr.) u vodi. 
Dodatkom ovih veziva pesak očvrsne zbog procesa polimerizacije ili polikondenzacije.
Najvažnije polikondezacijske smole (iz kojih se pri očvršćavanju izlučuje voda) su furanske i formaldehidne smole.
Česta neorganska veziva su vodeno staklo i cement.
Izbor veziva je prilagođen složenosti i veličini jezgara, a dodaje se u količini 3-5%.

## Priprema livarskog peska
Priprema livarskog peska se sastoji u rastresanju starog i novog peska, čišćenju i mešanju sa
dodacima da bi se dobila željena mešavina. Potrebno je sušenje peska, jer se u vlažnom pesku stvaraju grudve čime je otežana homogenizacija smeše, ali i tačno odmeravanje vlage. Ono se izvodi u rotacionim pećima pod nagibom ili u vertikalnim pećima. Nakon sušenja, pesak se prosejava raznim vibracionim sitima, a onda se vrši istresanje kalupa, drobljenje i separacija peska. Odlivci se vade na rešetkama za istresanje iz kalupa, koje vibriraju, pa se kalup raspadne i pesak propada kroz rešetku. Otvori rešetke su veličine 40 - 80 mm. Odlivak se dalje transportuje na čišćenje. Preostali metalni komadi u pesku se iz njega vade i tako odstranjuju magnetima u magnetnim separatorima. Stari pesak se prebacuje u drobilice koje razbijaju grudve peska valjcima. Sama organizacija pripreme peska može biti individualna, polumehanizovana i automatizovana. Za razliku od mehaničke, gde su sve radnje automatizovane, kod polumehanizovane utovar i transport je ručni.

## Kontrola kalupne mešavine
Kontrola može biti:
- Pogonska kontrola na svakih 1 - 2 sata, pri kojoj se određuje udeo vlage, propustljivosti itd. Ona se vrši prenosnim instrumentima.
- Dnevna kontrola, pri kojoj se određuje udeo aktivnog ili neaktivnog bentonita, pH vrednost itd. Ona se odvija u centralnoj laboratoriji.
- Kontrola svakih 15 dana pri kojoj se proverava ceo proces pripreme mešavine merenjem količinskih udela raznih sastojaka u mešavini i brzina propustljivosti povratne mešavine. Ona se vrši u samom pogonu.

## Dodaci i premazi
Loša površina odlivka može da se dobije ukoliko između kalupa i rastopljenog metala dolazi do međusobne reakcije ili metal obavija zrnca peska. Da bi se to sprečilo, upotrebljavaju se sredstva za površinsku zaštitu kalupa kao posipi, dodaci ili premazi. U tu svrhu se radne površine sirovih kalupa posipaju prahom drvenog ili kamenog uglja ili grafitom. Premazi se naješće izrađuju od grafitnog praha i alkohola ili od cirkonskog praha i acetona. U novije vreme kupuju se gotovi premazi u obliku paste, koji se pre upotrebe razblažuju sa vodom ili nekim drugim sredstvom.

## Izrada peščanih kalupa i jezgara
Izrada peščanih kalupa može biti ručna ili mašinska. Postoji više postupaka za dobijanje jezgara kao što su postupak cold box, postupak hot box, postupak sa sumpor- i ugljen-dioksidom itd.

## Literatura
Anić, Z. 2003. Tehnologija livenja (skripta). Viša tehnička škola. Subotica.